# ソニー・ピクチャーズ モーション ピクチャー グループ
ソニー・ピクチャーズ エンタテインメント モーション ピクチャー グループ（Sony Pictures Entertainment Motion Picture Group, SPMPG）は、ソニー・ピクチャーズ エンタテインメントの映画事業統括部門である。1998年にコロンビア ピクチャーズとトライスター ピクチャーズの事業を統合して設立され、2013年までコロンビア・トライスター・モーション・ピクチャー・グループ（Columbia TriStar Motion Picture Group）として知られた。

## 歴史
- 2002年 - コロンビア・トライスター・テレビジョンはソニー・ピクチャーズ テレビジョンに改名され、「コロンビア・トライスター」ブランドをその名前に持つ残りの3社は、コロンビア・トライスター・ホーム・エンターテインメント、コロンビア・トライスター・モーション・グループ、コロンビア・トライスター・マーケティング・グループであった。
- 2013年 - ソニー・ピクチャーズ エンタテインメントと、20世紀フォックスの前会長だったトム・ロスマン（2015年にSPMPGの会長に就任）の合弁会社として、トライスター・プロダクションズが設立された[2]。
- 2013年10月 - ソニーピクチャーズは、映画グループの名前を「ソニー・ピクチャーズ モーション ピクチャー グループ」に変更。
- 2014年 - ベルグラッドは2014年にSPMPGの社長になった。
- 2016年6月2日 - ベルグラッドはSPMPGの社長を辞任し、ソニーのスタジオでのプロデューサーへの役割を移行すると発表した。

## ソニー・ピクチャーズ リリーシング
ソニー・ピクチャーズ リリーシング（Sony Pictures Releasing）は、ソニーグループが所有するアメリカの映画配給会社である。1994年にトライアンフ・リリーシング・コーポレーション（Triumph Releasing Corporation）の後継会社として設立され、コロンビア ピクチャーズ、トライスター ピクチャーズ（トライスター・プロダクションズも含む）、スクリーン ジェムズ、ソニー・ピクチャーズ クラシックス、ソニー・ピクチャーズ アニメーション、ステージ6フィルムズ、アファーム フィルムズ、デスティネーション・フィルムズ、トライアンフ・フィルムズなどのソニー・ピクチャーズ エンタテインメントが製作・公開する映画の劇場配給、マーケティング、プロモーションを行っている。ソニー・ピクチャーズ モーション・ピクチャー・グループの一員である。1991年から2005年までは、コロンビア・トライスター・フィルム・ディストリビューター・インターナショナルと呼ばれていた。

### 国際的な取り決め
1971年から1987年末まで、コロンビアの国際配給事業はワーナー・ブラザースとの合弁会社であり、国によってはこの合弁会社が他社の映画も配給していた（イギリスのEMIフィルムズやキャノン・フィルムズのように）。この合弁事業は1988年に解消された。
2014年2月6日、ポルトガルで両社の映画を配給していたワーナー・ブラザースとの合弁会社であるコロンビア・トライスター・ワーナー・フィルムズ・デ・ポルトガル・リミターダは、3月31日に事務所を閉鎖すると発表した。ソニー・ピクチャーズの映画は、それ以降ポルトガルではビッグ・ピクチャー・フィルムズが配給しており、ワーナー・ブラザースの映画はNOSアウディヴィズが同国での配給業務を引き継いでいる。
イタリアにおけるソニー・ピクチャーズの映画の配給は、現在もワーナー・ブラザースが担当している。
ソニー・ピクチャーズとウォルト・ディズニー・スタジオは、1997年に東南アジアで映画配給の合弁会社を設立した。2006年12月までに、ソニー・ピクチャーズ リリーシング インターナショナルとウォルト・ディズニー・スタジオ・モーション・ピクチャーズの間で14の合弁配給会社が設立され、ブラジル、メキシコ、シンガポール、タイ、フィリピンなどの国に存在している。2007年1月には、15番目のパートナーシップがロシアとCISで操業を開始した。2017年2月、ソニーはフィリピンとの東南アジアのベンチャーを残し始めた。2017年8月、ソニーは自らの事業のために合弁契約を解除した。2019年1月31日、ディズニーが当時懸案だった21世紀フォックスの大半の資産（20世紀フォックスを含む）を買収することを見越して、ウォルト・ディズニー・スタジオ・ソニー・ピクチャーズ・リリーシング・デ・メキシコというメキシコの合弁会社の株式をソニー・ピクチャーズ リリーシングに売却することが合意された。ディズニーの買収による世界的な経済変動の一環として、ソニー・ピクチャーズ・プロダクション・アンド・リリースLLCとディズニー・スタジオLLCは、2020年1月21日に正式な分割契約を結んで友好的に別れた。この契約により、ソニー・ピクチャーズ リリーシングは自律的に運営されることになる。

## 子会社・部門
- コロンビア ピクチャーズ
  - ゴースト・コープ
- トライスター ピクチャーズ
  - トライスター・プロダクションズ
- ソニー・ピクチャーズ クラシックス - インディペンデント映画等の配給
- スクリーン ジェムズ
- ソニー・ピクチャーズ・ワールドワイド・アクイジションズ
  - アファーム フィルムズ
  - ステージ 6 フィルムズ
  - デスティネーション・フィルムズ
- ソニー・ピクチャーズ ホームエンタテインメント - 家庭向けのBD・DVD・VHS・UMD等の販売
- ソニー・ピクチャーズ・イメージワークス - 大手VFX会社
- ソニー・ピクチャーズ アニメーション